# Burg Scharfeneck (Mannersdorf)
Die Ruine der Burg Scharfeneck (ungarisch: Sárfenék) liegt im Ortsgebiet von Mannersdorf am Leithagebirge, im Bezirk Bruck a.d. Leitha in Niederösterreich.

## Geschichte
Die Ursprünge der im Naturpark Wüste gelegenen Ruine liegen wahrscheinlich im 11. Jahrhundert, sind jedoch urkundlich nicht belegt. 
Ihr Name geht auf das ungarische Fürstengeschlecht der Scharfenecker zurück, die um das Jahr 1400 am Höhepunkt ihrer Macht und bei den ungarischen Königen hoch angesehen waren. Scharfeneck, das damals an der Grenze zu Österreich lag und damit einige Bedeutung als Grenzburg haben musste, war der Ausgangspunkt zahlreicher territorialer Kämpfe der Scharfenecker mit österreichischen Adeligen. So überfielen die Scharfenecker 1396 Deutsch-Altenburg und eigneten sich 1404 Trautmannsdorf an. 1408 überfiel Stuchs von Trautmannsdorf im Gegenzug Scharfeneck, worauf diese sich 1412 blutig in Edelsthal und Deutsch Haslau rächten. 
Bald darauf dürften die Scharfenecker, möglicherweise in einer ihrer zahlreichen Fehden, ausgestorben sein, denn 1417 wurde die Burg Neuscharfeneck als Besitz des ungarischen Königs  Sigismund bezeichnet. In dieser Zeit wurde sie nach dem Vorbild französischer und englischer Burgen umgebaut und von der Krone an einige Besitzer verpachtet oder verkauft. König Matthias Corvinus verkaufte die Burg zum Beispiel, um den Preis von 6000 ungarischen Goldgulden, an Ulrich von Grafeneck. Corvinus, der sich auch zum König der Böhmen gemacht hatte, konnte nach einer viermonatigen Belagerung 1485 auch Wien erobern, womit er Scharfeneck erstmals nicht zur Grenzburg machte.
Nach seinem Tod 1490 wandte sich das Blatt und Österreich fiel wieder an Habsburg. Diese richteten unter dem römisch-deutschen König und späteren Kaiser  Maximilian I. ihren Blick nach Osten. Bereits in seinem ersten Regierungsjahr 1493 bemächtigte sich Maximilian der Burg Scharfeneck, die damit in österreichischen Besitz kam. Diese eventuell gewaltsame Eroberung ist durchaus ein Beispiel für das erwachte Interesse der Habsburger am Osten, das ihnen schließlich die alleinige Macht in Mittel- und Osteuropa einbrachte.
Der neue Herr scheint der Burg jedoch wenig Glück gebracht zu haben: 1555, unter der Regierung von Maximilians Enkel Ferdinand I., zerstörte ein Blitzschlag den Bergfried, den Kern der Anlage, der damals 24 Meter hoch war. Durch den Blitz wurde wahrscheinlich die gesamte Anlage so in Mitleidenschaft gezogen, dass sie trotz Wiederaufbauversuchen immer mehr verfiel und schließlich nicht mehr bewohnt wurde. Dieser Verfall ist jedoch nicht nur allein durch das Naturereignis zu erklären, sondern auch durch die entstandene Bedeutungslosigkeit: Aus dem vorher umkämpften Besitz im Grenzgebiet war eine halb zerstörte Burg mitten in den habsburgischen Erblanden geworden. 
Erst im Jahre 1683 spielte die Burg im Zuge der Zweiten Türkenbelagerung wieder eine Rolle für die Bauern der in der Nähe gelegenen Gemeinde Mannersdorf, die sich in den Schutz der Ruine flüchteten. Die Mauern hielten zwar dem feindlichen Ansturm stand, jedoch litten die 3000 Schutzsuchenden unter Hunger und mangelnder Hygiene. Trotz der katastrophalen Verhältnisse weigerten sich die Verteidiger, sich den Türken zu ergeben.
Als die Kuruzen, ungarische Aufständische, den Ort zwischen 1704 und 1708 verwüsteten, blieb den Bewohnern wieder die Burg Scharfeneck als Schutzort. Seit dem 18. Jahrhundert verfiel die Burg zur Ruine und wurde von der Natur zurückerobert.